# غايزكا كامبوس
غايزكا كامبوس (بالإسبانية: Gaizka Campos Bahillo)‏ هو لاعب كرة قدم إسباني في مركز حراسة المرمى، ولد في 16 مايو 1997 في باراكالدو في إسبانيا. لعب مع ريال بلد الوليد ب ونادي باراكالدو ونومانسيا.

## وصلات خارجية
- غايزكا كامبوس على موقع قاعدة بيانات كرة القدم.إي يو (الإنجليزية)
- غايزكا كامبوس على موقع Soccerway.com (الإنجليزية)